# Újezd (Štětí)
Újezd (něm. Aujezd) je malá ves na samém východě okresu Litoměřice, dnes jedna z deseti částí města Štětí. Leží ve vzdálenosti zhruba 9 km severovýchodně od Štětí a 2,5 km od Chcebuze, na výšině, která se svažuje k jihu a k jihozápadu a také k východu. 

## Historie
Vesnice je prastarého původu a první zmínka o ní se datuje k roku 1115. Je doložena také ve 14. století, kdy patřila rytířům z Medonos. Později se v držení střídali různí majitelé z řad drobné šlechty. Roku 1605 se stala součástí panství Snědovice a s ním pak připadla k Liběchovu. Roku 1860 zde velký požár zničil 12 usedlostí.
Ve vsi není vodoteč. Voda se přivádí z prameniště západně od osady. Ve zdejších chmelnicích se pěstoval chmel vynikající jakosti. Na návsi nedaleko rybníčku je jednoduchá pilířová kaplička z roku 1859 a rybníček. Velká část usedlostí je dnes domovem více než 4 desítek lidí.

## Obyvatelstvo
|                                                                  | 1869 | 1880 | 1890 | 1900 | 1910 | 1921 | 1930 | 1950 | 1961 | 1970 | 1980 | 1991 | 2001 | 2011 |
| ---------------------------------------------------------------- | ---- | ---- | ---- | ---- | ---- | ---- | ---- | ---- | ---- | ---- | ---- | ---- | ---- | ---- |
| Obyvatelé                                                        | 160  | 159  | 147  | 140  | 123  | 136  | 112  | 82   | 54   | 53   | 42   | 48   | 42   | 34   |
| Domy                                                             | 28   | 24   | 24   | 23   | 23   | 23   | 23   | 23   | .    | 14   | 12   | 14   | 12   | 15   |
| Počet domů z roku 1961 je zahrnut v domech místní části Chcebuz. |      |      |      |      |      |      |      |      |      |      |      |      |      |      |

## Pamětihodnosti
- Dům čp. 22